# Axioma de Cantor-Dedekind
En lógica matemática, el axioma de Cantor-Dedekind es una proposición que afirma que los números reales poseen un orden isomorfo con respecto al continuo lineal de la geometría. En otras palabras, el axioma establece que existe una correspondencia uno a uno entre los números reales y los puntos de una recta.
Este axioma se convirtió en un teorema demostrado por Emil Artin en su libro Geometric Algebra. Más precisamente, los espacios euclídeos definidos sobre el cuerpo de los números reales satisfacen los axiomas de la geometría euclídea y, a partir de los axiomas de la geometría euclídea, se puede construir un cuerpo que sea isomorfo con respecto a los números reales.
La geometría analítica fue desarrollado a partir de las coordenadas cartesianas introducido por René Descartes, quien implícitamente asumió este axioma al combinar los distintos conceptos de números reales y de puntos en una recta, a veces denominada recta real. La demostración de Artin no solo hace explícita esta combinación, sino también que la geometría analítica es estrictamente equivalente a la geometría sintética tradicional, en el sentido de que se pueden demostrar exactamente los mismos teoremas en los dos sistemas.
Otra consecuencia es que la demostración dada por Alfred Tarski de la decidibilidad de las teorías de primer orden de los números reales podría verse como un algoritmo para resolver cualquier problema de primer orden en la geometría euclídea.